# Martyrium im Bahaitum
Märtyrertum bedeutet im Bahaitum, sein Leben im Dienst an der Menschheit und im Namen Gottes zu opfern. Das Bahaitum ist religionsgeschichtlich mit dem Islam verwandt, aber „anders als im Islam bezeichnet der Begriff Märtyrer keinen im Glaubenskampf gefallenen Gläubigen, sondern einen Bahai, der den Tod erleidet, weil er sich weigerte seinem Glauben abzuschwören.“

## Zum Begriff und historischen Hintergrund
In den Verborgenen Worten beschreibt Bahāʾullāh zunächst die Bedeutung des Märtyrertums, wie sie im Islam verstanden wurde: 

„O Sohn des Seins! Suche das Martyrium auf Meinem Pfade, zufrieden mit Meinem Wohlgefallen und dankbar für Meine Fügung, damit du mit Mir unter dem Baldachin der Erhabenheit hinter dem Thronzelt der Herrlichkeit ruhest. […] Bei Meiner Schönheit! Wenn du dein Haar mit deinem Blute färbst, so ist dies in Meinen Augen größer als die Schöpfung des Weltalls und das Licht beider Welten. Strebe danach, o Diener!“

Doch der Religionsstifter des Bahaitums erklärt für seine eigene Religion, von der wörtlichen Interpretation abzusehen: wahres Martyrium beziehe sich auf den aufopferungswilligen Dienst an der Mitmenschlichkeit. ʿAbdul-Baha', Bahāʾullāhs Sohn und Ausleger, erklärte, dass die annehmbarste Form des Martyriums ein lebenslanges Opfer ist, um der Menschheit im Namen Gottes zu dienen. Das Bahaitum ehrt zwar die Märtyrer seiner Verfolgungsgeschichte. Bahai werden aber nicht dazu ermutigt, den Märtyrertod zu suchen. Das Leben gilt im Bahaitum als schätzens- und schützenswertes Geschenk des Schöpfers.
In der Verfolgungsgeschichte der Bahai gibt es viele, die als Märtyrer gelten. Der Bahaitum ging aus einer separaten Religion, dem Babismus, hervor, deren Anhänger die Bahai als Teil ihrer eigenen Geschichte sehen. Im Babismus hatte das Martyrium noch den wörtlichen Sinn, sein Leben zu opfern, und wurde als eine öffentliche Erklärung der Aufrichtigkeit und Hingabe an Gott gesehen. Während der 1840er und 1850er Jahre beanspruchte der Bab, der wiedergekehrte Mahdi zu sein, und bekam daraufhin eine wachsende Anhängerschaft. Der persische Klerus versuchte, die Ausbreitung seiner Bewegung zu stoppen, indem er seine Anhänger als Abtrünnige stigmatisierte; das führte zu öffentlichen Hinrichtungen und einem Pogrom, in dem Tausende von Anhängern des Bab getötet wurden. Darüber hinaus wurde der Bab selbst im Jahre 1850 öffentlich hingerichtet. Die Anhänger des Bab, die während dieser Zeiten getötet wurden, werden von den Bahai als Märtyrer gesehen, die Hinrichtung des Bab (bzw. Märtyrertod des Bab) ist heute einer von insgesamt neun Bahai-Feiertagen im Badi-Kalender. Unter den Hingerichteten war auch die Dichterin und Frauenrechtlerin Qurrat al-ʿAin. Zu den bekanntesten Märtyrern des Bahaitums zählen außerdem Badi’, Ruhulláh, Varqá, Quddus und Mullah Husayn.
Obwohl die Bahai in vielen muslimischen Ländern nach wie vor verfolgt werden, wird der Begriff des Märtyrers seitens der Bahai heute nicht mehr verwendet. Das liegt auch daran, dass seit dem Tode des Urenkels des Religionsstifters selbst innerhalb der institutionell organisierten Gemeinde niemand mehr dazu berechtigt ist, offiziell festzustellen, ob die oben beschriebenen Kriterien eines Märtyrers erfüllt sind oder nicht.

## Rezeption außerhalb des Bahaitums
Nach allgemeiner Auffassung gehört auch Mona Mahmudnizhad zu den Märtyrerinnen des Bahaitums. Ihre Geschichte ist das Thema von Mark Perrys Stück A Dress for Mona (2002) und Doug Camerons Lied Mona With the Children.